# Polizón a bordo
Polizón a bordo és una pel·lícula espanyola dirigida per Florián Rey en 1941. Va obtenir un gran èxit de públic, sent durant dècades la pel·lícula amb major recaptació del cinema espanyol. La pel·lícula va constituir el primer gran èxit de la productora de Cesáreo González Rodríguez, Suevia Films.

## Sinopsi
La història conta emigració d'un gallec, Manucho Loreiro que marxa a fer fortuna en companyia d'un amic com a polissó a Amèrica. La fortuna s'enceba en l'amic pobre tornant ric i aconseguint els amors de la noia però equivocant a tots fent-se passar per pobre i per ric a l'amic que ha tornat desventurat, provocant-se un munt d'embolics.

## Repartiment
- Ismael Merlo com Antonio.
- Antonio Casal com Manucho.
- Lina Yegros com Rosiña
- Guadalupe Muñoz Sampedro
- Tony d´Algy com senyoret.
- Salvador Videgain com l'alcalde.
- Anselmo Fernández com galleguiño.
- Charito Leonis la pastissera.
- Xan Das Bolas el sereno.
- Fernando Sancho com cambrer.